# NVIDIA Jarvis
NVIDIA Jarvis是NVIDIA在2019年宣布的一个GPU加速的应用框架，NVIDIA Jarvis让公司根据自己所在的行业、产品特征和客户特点，将视频和语音数据整合到一个定制化对话式的AI服务。

## 程序
在Jarvis上构建的程序可以应用NVIDIA A100 Tensor Core GPU中各项技术进行AI计算，还可以使用NVIDIA TensorRT™进行优化推理。使用视觉和语音模型运行整个多模态应用的速度少于300毫秒阈值。
Jarvis包括一整套GPU加速软件堆栈和工具，让企业可以创建、部署、运行AI应用程序，理解各种专业术语。
NVIDIA Jarvis产品包括深度学习模型，如自然语言理解领域的NVIDIA Megatron BERT等。

## 应用
应用Jarvis来为顾客提供对话式AI产品和服务的企业有Voca、Kensho和Square。